# Dasaratha
Dasaratha (Sanskrit: दशरथ) war ein Herrscher der Maurya-Dynastie, der etwa von 232 bis 224 v. Chr. regierte. Er war der direkte Nachfolger des Kaisers Ashoka, des bedeutendsten Herrschers des antiken Indien. Wahrscheinlich war Dasaratha ein Enkel des Kaisers und kam an die Macht, weil der designierte Nachfolger und Sohn Ashokas mit Namen Kunala in einer Hofintrige geblendet worden war. Über die Nachfolger des Kaisers Ashoka sind die Aussagen der Puranas allerdings teilweise etwas widersprüchlich.
Wie Inschriften in den drei nahe den Barabar-Höhlen gelegenen Nagarjuna-Höhlen belegen, stiftete Dasaratha diese Herbergen für Asketen der Ajivikas unmittelbar nach seiner Thronbesteigung.